# تيرو ديل بيشون
تيرو ديل بيشون (بالإسبانية: Tiro del Pichón)‏ ، المعروف أيضًا باسم كامبو ديل ريتيرو (ريتيرو) (بالإسبانية: Campo del Retiro)‏، أو كامبو دي لا رانا (بالإسبانية: Campo de la Rana)‏، كان أول ملعب كرة قدم لنادي ريال مدريد بين عامي 1901 و1902. لم يكن الفريق رسميًا في ذلك الوقت، بل كان يلعب مباريات ودية على هذا الملعب. كانت الاجتماعات تعقد هناك حتى عام 1903، وهو التاريخ الذي انتقلت فيه الكيان إلى كامبو دي خورخي خوان .
كان الفريق الرئيسي الذي يستخدم هذا الملعب هو أتلتيكو مدريد . استخدموا هذا الملعب بين عامي 1902 و1913 قبل الانتقال إلى كامبو دي أودونيل من عام 1913 إلى عام 1923.  كان اسم ملعب كامبو دي أودونيل الخاص بأتلتيكو مدريد هو كان هناك ملعب آخر يسمي ملعب كامبو دي أودونيل الخاص بريال مدريد لمدة 10 سنوات لأن موقعيهما كانا قريبين جدًا من بعضهما البعض، أقل من 200 متر على الشارع الرئيسي المسمى كالي دي أودونيل.
استضافت تيرو ديل بيتشون نهائيات كأس إسبانيا ثلاث مرات: 1904 و1905 و1910. 

## نادي مدريد لكرة القدم
كان الملعب عبارة عن قطعة أرض خلف أسوار باركي ديل بوين ريتيرو (بالإسبانية: Parque del Buen Retiro)‏ في مدريد، وكان يقع بين فرونتون ديل ريتيرو (بالإسبانية: Frontón del Retiro)‏ وميدان الرماية المهدوم الآن، حيث لعب اللاعبون الذين تركوا نادي نيو فوتبول بعض المباريات في الملعب، ثم أنتقلوا وأسسوا نادي مدريد لكرة القدم الاسم السابق لريال مدريد في 6 مارس 1902، ثم انتقلوا لاحقًا إلى الملعب المجاور لحلبة مصارعة الثيران غويا (الآن قصر الرياضة )، كان هذا الملعب يسمس كامبو دي خورخي خوان (بالإسبانية: Campo de Jorge Juan)‏ .  منذ ذلك الحين كان نادي أتليتيك مدريد (فرع نادي أتليتيك ) هو الذي بدأ بلعب مبارياته هناك، وذلك من عام 1903 إلى عام 1913.

## تَخطِيط
كانت الأرض مخصصة للاستخدام العام عمليًا، وكانت تُستخدم أحيانًا كمساحة للتدريب العسكري.  كما تم استخدامه لممارسة رياضات أخرى، حتى أن الشاب خوان دي لا سييرفا قام باختبار في الملعب النماذج الأولية لما سيصبح يسمس بأوتوجايرو. لم يكن الملعب مسيجا ، لذا لم يكن هناك فاصل بين اللاعبين والجمهور، ولكن كان هناك خندق عميق حوله لمنع عربات القمامة التي تجرها الثيران من الوصول إلى الملعب لإلقاء النفايات . كان يتم تهيئة أرض الملعب من قبل اللاعبين أنفسهم، الذين يصلوا مبكرًا لرسم خطوط الملعب وحمل المرمى على أكتافهم، والذي كان عليهم تثبيته على الأرض حتى يتمكنوا من لعب مبارياتهم. كما أن الملعب كان يغمره الماء في الأيام الممطرة بسبب عدم استواء أرض الملعب، فكانوا يضطروا إلى تقليل المياه من خلال فتح الخنادق التي كانت بمثابة مصافي للمياه. كان غسل الملابس وكيّها يتم في منزل السيدة ماريا وابنها كاسيميرو، الواقع بجوار الملعب، والذي خصص غرفة ليلية لحكام ووفر جرة بها ماء لغسيل اللاعبين. وبفضل زيادة عدد مشجعي كرة القدم، أسسا مشروعهما الصغير لتقديم المشروبات الغازية كان مشروب عبارة عن شراب الليمون وماء الشعير مقابل 10 سنتات للكوب (قالت الشائعات إن السبب هو المياه القذرة الموجودة في الجرة). ورغم هذه الظروف، كان هذا الملعب في ذلك الوقت أفضل ملعب لكرة القدم في مدريد.[بحاجة لمصدر]

## أتليتيك مدريد
في 2 مايو 1903، تزامنًا مع إحياء ذكرى انتفاضة دوس دي مايو ، لعب أتليتيك مدريد أول مباراة له بين الأعضاء الـ25 الذين شكلوه، باستثناء أمين الصندوق إنريكي جويري الذي عمل كحكم . تم تقسيم اللاعبين إلى فريقين من 12 لاعبا حتى لا يتم استبعاد أحد، ولعب فريق واحد بالألوان الرسمية لنادي أتليتيك في ذلك الوقت: قميص مخطط باللون الأزرق الداكن والآخر أبيض وشورت أسود وجوارب سوداء والفريق الآخر يرتدي اللون الأبيض بالكامل. لم يتم تسجيل النتيجة وهي غير معروفة.  
في 20 نوفمبر 1903، تم إجراء تحسينات على الملعب وتم وضع الشباك لأول مرة على المرمى في مباراة بطولة مدريد بين نادي مونكلوا ونادي مدريد والتي انتهت بفوز الأول بنتيجة 3-1. 
استضاف تيرو ديل بيشون نهائيات كأس الملك مرتين متتاليتين في عامي 1904 و1905. في المباراة الأولى، تم إعلان فوز أتليتيك بلباو بعد فشل خصمه، نادي إسبانيول مدريد ، في الحضور.  من ناحية أخرى، أقيمت المباراة الأخيرة بين أتليتيك وريال مدريد إف سي، وانتهت بفوز ريال مدريد 0-1، بفضل هدف متأخر أحرزه مانويل براست .  في عام 1910، استضافت تيرو ديل بيتشون نهائي الكأس الثالث والأخير، نهائي كأس ملك إسبانيا 1910 ، والذي انتهى بهدف دراماتيكي في اللحظة الأخيرة من بيبي رودريجيز الذي ضمن عودة ملحمية لنادي برشلونة لكرة القدم ، بفوزه 3-2 على إسبانيول مدريد. 

## الانحدار والانهيار
في عام 1912، تم انتخاب جوليان رويت رئيسًا لنادي اتلتيكو مدريد، ونظراً لزيادة عدد المشجعين الذين أرادوا رؤية الفريق وهو يلعب المباريات، فقد قام جوليان ببناء ملعب جديد. كان ملعب تيرو ديل بيتشون غير منظم، حيث يوجد خنادق حوله وعدم وجود أسوار، وعلاوة على ذلك، فإن الزيادة في عدد المشجعين تعني الحاجة إلى الأسوار، لتجنب اضطرار السلطات إلى تنظيم تدابير أمنية أحترازية في كل مرة يتم فيها لعب مباراة على الملعب. وبعد مرور عام، انتقل نادي أتليتيك مدريد إلى ملعب كامبو دي أودونيل.